# The Wash
Koordinaten: 52° 55′ 44″ N, 0° 19′ 7″ O

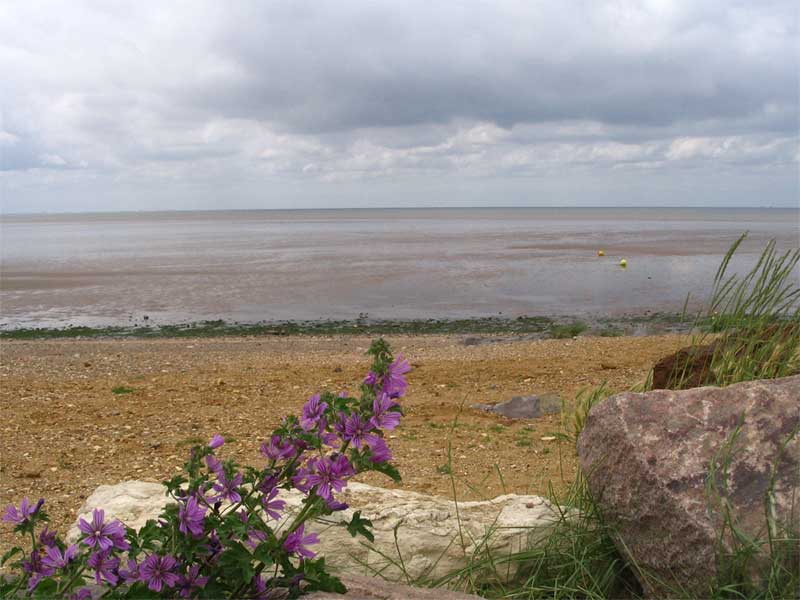
The Wash von Heacham (südlich von Hunstanton) aus nach Westen gesehen

Karte des Ästuars sowie des angrenzenden Raumes

The Wash ist ein Ästuar, welches durch die Mündungen der Flüsse Witham („The Haven“), Welland, Nene und Great Ouse gebildet wird. Es befindet sich an der Nordsee- bzw. Ostküste Englands auf etwa 53° nördlicher Breite und 0–1° östlicher Länge.

## Geographie
Das Ästuar bildet eine weite Einbuchtung der Ostküste Englands. Sie besteht aus drei Küstenstreifen mit jeweils etwa 25 Kilometern Länge. Das östlich gelegene Ufer des Ästuars liegt in der Grafschaft Norfolk. Es erstreckt sich von Hunstanton im Norden bis zur Mündung des Great Ouse bei King’s Lynn im Süden. Der gegenüberliegende Uferbereich erstreckt sich vom Gibraltar Point bei Skegness bis zur Mündung des Welland. Im verbindenden südwestlichen Uferabschnitt mündet auf halber Länge der Nene als dritter Fluss in das Ästuar. Die beiden letztgenannten Uferbereiche bilden gemeinsam die Küstenzone der Grafschaft Lincolnshire. Besonders entlang des südwestlichen Uferstreifens hat das Ästuar ein weitreichendes Wattenmeergebiet gebildet – hier treten täglich durch den Gezeitenlauf der Nordsee großflächige Sandbänke zu Tage. Daher ist dieser Bereich, vergleichbar mit dem Wattengebiet der Außenelbe, für die ein- und ausfahrenden Schiffe äußerst schwierig. So weist beispielsweise ein Feuerschiff den Weg in den Lynn Channel, der Schiffe auf sicherem Wege aus offener See an die Südküste des Ästuars bringt.
Das angrenzende Hinterland bildet eine Marschenlandschaft. Sie wurde durch Trockenlegung u. a. durch  Cornelius Vermuyden im Laufe mehrerer Jahrhunderte für Besiedlung und die Landwirtschaft erschlossen. Dieser Bereich wird „The Fens“ (die Sümpfe) genannt. Aufgrund der frühzeitlichen Sedimentation und künstlicher Landgewinnung sind einige Städte, die zu früherer Zeit noch direkt am Meer lagen, heute ins  Landesinnere gerückt.

## Tierwelt
Die Gegend unterlag der Vogelschutzrichtlinie der EU. Es existieren ausgedehnte Salzwiesen, größere Sandbänke bei Niedrigwasser, seichte Wasserstellen sowie tiefe Kanäle. Bei Freiston wurde ein Deich an drei Stellen durchbrochen, um die Salzwiesen zu vergrößern und somit auch einen größeren Lebensraum für seltene Vögel zu bieten. Die ausgedehnten Buchten sowie die hier wachsende Vegetation tragen dazu bei, dass die Energie der Wellen gemindert wird. Dies ist ein Beispiel der sich derzeit entwickelnden Möglichkeiten nachhaltigen Küstenzonenmanagements.
Auf der Ostseite des Ästuars findet man niedrige Kalkkliffs mit Schichten des bekannten roten Kalks sowie Kiesgruben, die als Brutplatz für Vögel bei hohem Wasserstand nötig sind.

## Legende
Der Sage nach soll hier König Johann Ohneland die damaligen englischen Kronjuwelen verloren haben, woraus sich das Wortspiel „King John lost his clothes in the wash“ („König Johann verlor seine Kleider in The Wash/der Wäsche“) ergab.